# 1964年東京オリンピックのニュージーランド選手団
1964年東京オリンピックのニュージーランド選手団（1964ねんとうきょうオリンピックのニュージーランドせんしゅだん）は、1964年10月10日から10月24日にかけて日本の首都東京で開催された1964年東京オリンピックのニュージーランド選手団、およびその競技結果。

## 概要
今大会は金メダル3個、銅メダル2個の合計5個のメダルを獲得した。

## メダル
| メダル | 選手名                                | 競技       | 種目                   |
| ------ | ------------------------------------- | ---------- | ---------------------- |
| 金     | ピーター・スネル                      | 陸上       | 男子800m               |
| 金     | ピーター・スネル                      | 陸上       | 男子1500m              |
| 金     | ヘルマー・ペダーセン アール・ウェルズ | セーリング | フライングダッチマン級 |
| 銅     | ジョン・デイヴィス                    | 陸上       | 男子1500m              |
| 銅     | マリーズ・チェンバレン                | 陸上       | 女子800m               |